# نر (دپارتمان فرانسه)
نُر (به فرانسوی: Nord، تلفظ: nɔʁ) یکی از شهرستان‌های فرانسه در شمالی‌ترین نقطهٔ آن کشور و در ناحیه شمال کاله است و نامش نیز به‌معنای شمالی می‌باشد. این دپارتمان از نیمه‌های باختری شهرستان‌های تاریخی فلاندر و هاینو (نیمهٔ خاوری آنها در بلژیک قرار دارد) و اسقف‌نشین کامبرایی به وجود آمده‌است و نشان ملی امروزی آن وام‌گرفته از نشان فلاندرز است. نور تنها شهرستان در فرانسه‌است که مردمش علاوه بر زبان فرانسه به عنوان زبان مادری، به گویشی هلندی (فلمنکی فرانسوی) نیز سخن می‌گویند. این شهرستان همچنین یکی از پرجمعیتترین دپارتمان‌های کشور فرانسه می‌باشد.